# Yabu
Yabu (japanisch 養父市, japanisch Yabu-shi) ist eine Stadt in der Präfektur Hyōgo in Japan.

## Geographie

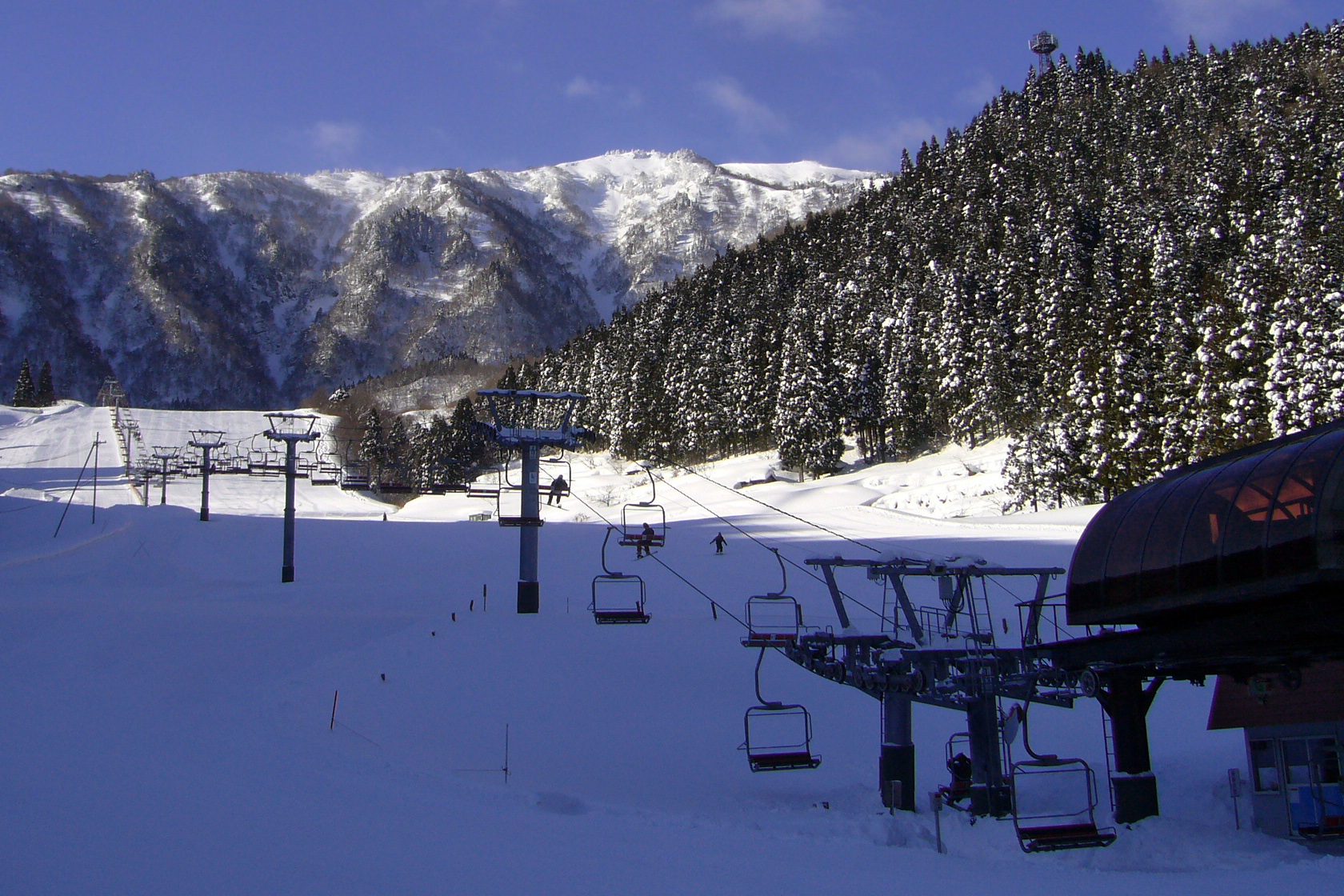
Hyōnosen, der höchste Berg in Hyōgo.

Yabu liegt nördlich von Shisō und südlich von Toyooka.

## Geschichte
Die Stadt Yabu wurde am 1. April 2004 aus den ehemaligen Gemeinden Yoka, Yabu, Oya und Sekimiya gegründet.

## Verkehr
- Straße
  - Nationalstraße 9
  - Nationalstraße 312
- Zug
  - JR-Sanin-Hauptlinie: nach Kyōto und Shimonoseki

## Söhne und Töchter der Stadt
- Ōshima Sadamasu (1845–1914), Ökonom
- Sasaki Ryōsaku (1915–2000), Politiker

## Angrenzende Städte und Gemeinden
- Präfektur Hyōgo
  - Toyooka
  - Asago
  - Shisō
  - Kami
- Präfektur Tottori
  - Wakasa